# Episodi di BoJack Horseman (quinta stagione)
La quinta stagione della serie animata BoJack Horseman, composta da 12 episodi, è stata interamente pubblicata dal servizio di video on demand Netflix il 14 settembre 2018 in tutti i territori in cui il servizio è disponibile.
| nº | Titolo originale         | Titolo italiano                | Pubblicazione     |
| -- | ------------------------ | ------------------------------ | ----------------- |
| 1  | The Light Bulb Scene     | La scena della lampadina       | 14 settembre 2018 |
| 2  | The Dog Days Are Over    | I giorni da cane sono finiti   | 14 settembre 2018 |
| 3  | Planned Obsolescence     | Obsolescenza programmata       | 14 settembre 2018 |
| 4  | BoJack the Feminist      | BoJack il femminista           | 14 settembre 2018 |
| 5  | The Amelia Earhart Story | La storia di Amelia Earhart    | 14 settembre 2018 |
| 6  | Free Churro              | Churro gratis                  | 14 settembre 2018 |
| 7  | INT. SUB                 | Interno. Sotto                 | 14 settembre 2018 |
| 8  | Mr. Peanutbutter's Boos  | Le ragazze di Mr. Peanutbutter | 14 settembre 2018 |
| 9  | Ancient History          | Storia antica                  | 14 settembre 2018 |
| 10 | Head in the Clouds       | Con la testa tra le nuvole     | 14 settembre 2018 |
| 11 | The Showstopper          | Crisi nella serie              | 14 settembre 2018 |
| 12 | The Stopped Show         | Serie cancellata               | 14 settembre 2018 |

## La scena della lampadina
- Titolo originale: The Light Bulb Scene
- Diretto da: Adam Parton
- Scritto da: Kate Purdy

### Trama
BoJack cerca di convincere il regista che le scene di nudo femminile in "Philbert" sono gratuite e pensate solo per compiacere il pubblico maschile. Il regista decide allora di sostituirle con una scena di nudo integrale in cui Bojack avvita una lampadina; dopo aver provato in tutti i modi a far cancellare la scena, arrivando quasi ad abbandonare il set, Bojack si convince a girarla. Princess Carolyn nel frattempo si decide ad andare in un'agenzia di adozioni, ma con scarso successo. Todd fa un colloquio per un lavoro a CheOreSonoInQuestoMomento.com e viene assunto come manager. Intanto Mr. PeanutButter e Diane firmano le carte per il divorzio.

## I giorni da cane sono finiti
- Titolo originale: The Dog Days Are Over
- Diretto da: Amy Winfrey
- Scritto da: Joanna Calo

### Trama
Diane divorzia da Mr. Peanutbutter e si trasferisce in un lurido monolocale. Poi per la malinconia scappa fino in Vietnam.

## Obsolescenza programmata
- Titolo originale: Planned Obsolescence
- Diretto da: Aaron Long
- Scritto da: Elijah Aron

### Trama
Todd e Yolanda incorrono in spiacevoli inconvenienti quando tentano di nascondere la loro asessualità durante una cena a casa dei genitori di lei. BoJack convince Gina a cantare davanti a Flip e a Princess Carolyn dopo aver scoperto la sua ossessione per un musical, dandole così una possibilità per intraprendere un'ipotetica carriera in ambito musicale. Mr. Peanutbutter e Pickles si recano assieme nel deserto per osservare l'esplosione della Stazione Spaziale Internazionale, dopo aver considerato la loro uscita come un "non-appuntamento".

## BoJack il femminista
- Titolo originale: BoJack the Feminist
- Diretto da: Anne Walker Farrell
- Scritto da: Nick Adams

### Trama
Un nuovo attore sta per entrare nel cast di Philbert, ma il suo passato travagliato lo tormenta. BoJack tenterà di difenderlo in televisione, ma finirà per diventare un'icona del femminismo.

## La storia di Amelia Earhart
- Titolo originale: The Amelia Earhart Story
- Diretto da: Adam Parton
- Scritto da: Joe Lawson

### Trama
Princess Carolyn ritorna nella sua città natale per incontrare una ragazza intenzionata ad affidare in adozione il bambino che porta in grembo. La sua mente verrà pervasa dai ricordi della sua adolescenza.

## Churro gratis
- Titolo originale: Free Churro
- Diretto da: Amy Winfrey
- Scritto da: Raphael Bob-Waksberg

### Trama
L'episodio si apre con un flashback sull'infanzia di BoJack e su come il padre gettasse le sue frustrazioni su lui e sua madre. Tornati al presente, BoJack si ritrova a fare un elogio funebre per la madre appena morta. Il titolo della puntata è spiegato dallo stesso Bojack il quale, entrato in un fast food per comprare del cibo, rivela alla cameriera della morte di sua madre, ottenendo un churro gratis assieme al suo pasto. Un gesto di empatia che potrebbe sembrare insignificante, ma che non ha mai ricevuto in nessuna forma dalla madre. L'intero episodio è un monologo di BoJack, il quale trasforma continuamente l'elogio passando da una serie di aneddoti sul suo passato, una sorta di cinica stand-up comedy e aperti insulti. In un ritratto al cui centro c'è sempre BoJack, il cavallo racconta la sua vita e di come i suoi genitori siano stati totalmente inadeguati trasformandolo in ciò che è ora.
Terminato il monologo, BoJack apre la bara e scopre di essere alla veglia sbagliata.

## Interno. Sotto
- Titolo originale: INT. SUB
- Diretto da: Aaron Long
- Scritto da: Alison Tafel

### Trama
La dottoressa Indira (terapista di Diane) e sua moglie Mary-Beth si raccontano a vicenda le vicissitudini della giornata dei loro assistiti, proteggendo le identità di questi ultimi per via del segreto professionale: BoJack viene chiamato "Bobo la zebra incompresa", Diane diventa "Diana, come la Principessa del Galles", Todd è "Imperatore faccia di mano" e così via. La dottoressa Indira consiglia a Diane di mettere dei limiti nei confronti di BoJack, mentre Mary-Beth, in qualità di mediatore aziendale, mette d'accordo Todd e Princess Carolyn a proposito di un presunto pezzo di formaggio filante rubato.

## Le ragazze di Mr. Peanutbutter
- Titolo originale: Mr. Peanutbutter's Boos
- Diretto da: Anne Walker Farrell
- Scritto da: Kelly Galuska

### Trama
Mr. Peanutbutter partecipa alla venticinquesima festa di Halloween a casa di BoJack con Pickles (nel 2018). Durante la serata ricorda tre disastrose feste a cui ha partecipato con le sue ex mogli: quella del 1993 con Katrina, quella del 2004 con Jessica Biel e quella del 2009 con Diane. Mr. Peanutbutter comincia a chiedersi quale sia il motivo dei suoi litigi passati e, in procinto di litigare anche con Pickles, Diane lo aiuta nel trovare la risposta.

## Storia antica
- Titolo originale: Ancient History
- Diretto da: Peter Merryman
- Scritto da: Rachel Kaplan

### Trama
Hollyhock, traumatizzata dalle medicine dopo l'episodio di overdose, getta involontariamente gli antidolorifici di BoJack. Quest'ultimo parte alla ricerca di nuovi medicinali sottolineando più volte il fatto di averne bisogno, cosa a cui Hollyhock non crede dopo che tutti e due hanno scavalcato una rete. Todd, nel frattempo, aiuta Emily con i suoi appuntamenti. Princess Carolyn incontra nuovamente Ralph che, dopo essere stata chiamata dal centro adozioni, la accompagnerà in ospedale.

## Con la testa tra le nuvole
- Titolo originale: Head in the Clouds
- Diretto da: Amy Winfrey
- Scritto da: Peter A. Knight

### Trama
Alla première di Philbert Princess Carolyn risolve abilmente una presunta violazione di diritti d'autore, Gina comincia a ricevere notorietà e Diane si confronta con BoJack.

## Crisi nella serie
- Titolo originale: The Showstopper
- Diretto da: Aaron Long
- Scritto da: Elijah Aron

### Trama
Cominciano le riprese della seconda stagione di Philbert ma BoJack non riesce a distinguere la finzione dalla realtà per colpa della sua tossicodipendenza, arrivando a gesti estremi che causeranno la rottura della sua relazione con Gina.

## Serie cancellata
- Titolo originale: The Stopped Show
- Diretto da: Anne Walker Farrell
- Scritto da: Joanna Calo

### Trama
Philbert viene interrotto, Todd e il suo robot-capo Henry Affonda vengono licenziati e Princess Carolyn si ritrova in mezzo ad una crisi lavorativa (dovendo trovare una soluzione all'incidente avvenuto sul set) e personale (essendo stata chiamata da Sadie durante il parto, intenzionata ad affidarle il nascituro). Nel frattempo Mr. Peanutbutter parla con Diane a proposito del loro ultimo incontro, terminato con un rapporto sessuale, ma i due si ritrovano nuovamente a fare l'amore. Mr. Peanutbutter tenta di confessare l'accaduto a Pickles, ma, incapace di fare ciò, le chiede di sposarla. Infine BoJack viene accompagnato da Diane in un centro di riabilitazione.